# Nanjangud Shivananju Manju
Nanjangud Shivananju Manju (Mysore, 9 maggio 1987) è un ex calciatore indiano, di ruolo difensore.

## Palmarès

### Club

#### Competizioni nazionali
- I-League: 2

 Bengaluru: 2013-2014, 2015-2016